# Arnoldus Zeegers (1775/1792)
Arnoldus Zeegers (Eindhoven, 26 mei 1733 - Eindhoven, 14 december 1804) is een voormalig burgemeester van de Nederlandse stad Eindhoven. Zeegers werd geboren als zoon van Petrus Zeegers en Elisabetha Verbraeken. In 1786 was hij lid van het Eindhovens Patriotistisch Genootschap 'de Vaderlandsche Sociëteit Concordia’, in 1792 en 1793 
burgemeester van Eindhoven en in 1799 gekwalificeerd opzichter in Helmond. 
Hij trouwde de eerste keer te Eindhoven op 26 januari 1772  met Barbara Beens, dochter van burgemeester Alexander Beens en Maria Catharina Baertmans, gedoopt te Eindhoven op 1 maart 1744, overleden voor 1784. 
Hij trouwde de tweede keer te Eindhoven op 25 juli 1784  met Willemina van den Moosdijk, dochter van Daniel van de Moesdijck en Maria Catharina van der Heijden, gedoopt te Eindhoven op 15 april 1749, begraven in Eindhoven op 13 november 1805. 